# Gedsted
Gedsted – miasto w Danii, w regionie Jutlandia Północna, w gminie Vesthimmerland.